# 多摩川南岸道路

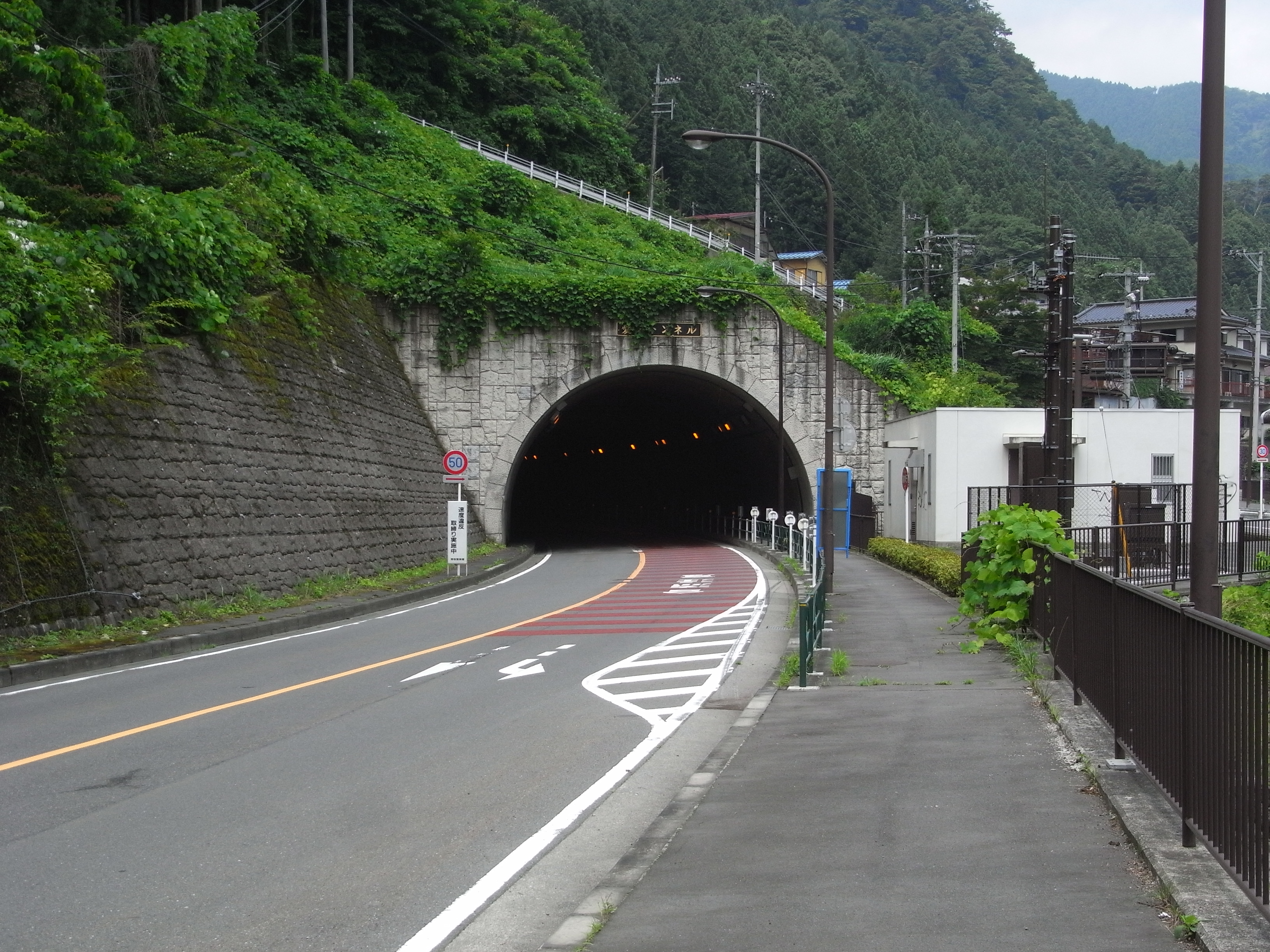
1998年3月竣功の愛宕トンネル。建設は西松、佐田および佐久間のJV。

多摩川南岸道路（たまがわなんがんどうろ）は、東京都西多摩郡奥多摩町氷川 - 丹三郎で東京都が進めている道路整備事業の名称。路線名は、東京都道45号奥多摩青梅線と東京都道184号奥多摩あきる野線になる。

## 概要
狭くカーブの多い国道411号現道のバイパス道路として、奥多摩町氷川地区から同町丹三郎地区までの区間を、東京都が整備を進めている。登計工区・海沢工区・城山工区・丹三郎工区の4工区に分けて事業を進めており、登計工区、海沢工区は全て完成、城山工区は2015年（平成27年）5月30日に開通した。海沢工区では、国道411号現道との間に海沢大橋がかかっており、ここを経由して、奥多摩町市街地を迂回することが可能である。丹三郎工区は未だに着工されておらず、平成22年度に基本設計を発注しており、2 km弱の長さのトンネルが建設されるとされる。
また、建通新聞社が2011年5月24日に報道したニュースによれば、東京都は、道路幅もトンネルも狭い本道路西側の境 - 原地内の約3500 mの間に、トンネルや橋梁などを含む2車線の道路を新設する予定があるとされる。この道路ができた場合、休日における奥多摩湖周辺の観光渋滞などが緩和される可能性がある。